# Евросиб
«Евросиб» — российская многопрофильная группа компаний, основанная в апреле 1992 года. Объединяет бизнесы в области железнодорожного транспорта и инфраструктуры, логистики, авторетейла и сервиса, девелопмента. Штаб-квартира - Санкт-Петербург.

## Собственники и руководство
Бизнес «Евросиба» контролируют наследники основателя компании Николая Гениевича Никитина, трагически погибшего в 1999 в Санкт-Петербурге, в том числе его сын, генеральный директор управляющей компании группы Дмитрий Никитин.

## Деятельность
Группа «Евросиб» объединяет бизнесы в области железнодорожного транспорта, комплексной логистики, авторетейла (официальный дилер BMW, BMW Motorrad, Mini, Volvo, Jaguar, Land Rover, Mazda, Opel, Pegeout, Citroen), девелопмента.
Общая численность персонала по состоянию на 2019 год — 1,6 тыс. человек. Общая выручка по итогам 2019 года составила более 33 млрд руб.
«Евросиб СПб — транспортные системы» — транспортно-логистический оператор, владеет и управляет диверсифицированным вагонным парком, включающим более 14 тыс. единиц подвижного состава, оперирует собственным терминально-логистическим центром в Новосибирске. Выручка от транспортной деятельности по итогам 2019 — 15,1 млрд руб.
В активах компании — сеть представительств в крупнейших промышленных центрах России и зарубежных странах: Иркутске, Хабаровске, Владивостоке, Находке, Сыктывкаре, Набережных Челнах, Ярославле, Москве, Мурманске, в Казахстане и др.